# Pitardella sikkimensis
Pitardella sikkimensis là một loài thực vật có hoa trong họ Thiến thảo. Loài này được (Hook.f.) Tirveng. mô tả khoa học đầu tiên năm 2003.